# 대보살고개
대보살고개(일본어: 大菩薩峠 다이보사츠토우게[*])는 야마나시현 고슈시 엔잔카미하기하라와 키타츠루군 고스게촌의 안장부 경계에 있는 고개다. 표고 1,897 미터. 대보살령(표고 2,057 미터)의 남쪽 약 2 킬로미터에 위치한 능선의 안장부에 해당한다.
1913년(다이쇼 2년)부터 1944년(쇼와 19년)까지 32년간 『미야코신문』에 연재된 나카자토 카이잔의 무협소설 『대보살고개』로 널리 지명도를 얻었다. 대보살고개에서 발원하는 다마강 유역의 자연과 그곳을 왕래하는 사람들과의 교류가 카이잔의 인격과 사상의 형성에 영향을 주었다고도 한다.:122–123 1954년(쇼와 29년) 기념비가 세워지고 카이잔제(祭)도 열리고 있다.
단풍의 명소로, 매년 10월 중순부터 하순까지 단풍이 절정에 달한다.
예로부터 수험도의 산악수련 장소였다고 알려져 있다. 에도시대까지는 무사시국과 카이국을 연결하는 코슈 가도의 뒷길인 오메 가도의 중요한 고개로 이용되었으며, 오메 가도에서 가장 힘든 곳이기도 했다.:122-123:138 대보살고개를 넘으면 오메 가도는 키타츠루군 다바야마촌을 통과하는 다바야마통(通)과 고스게촌을 통과하는 고스게도(道)로 나뉘었다가, 무슈카와노촌(현재의 도쿄도 니시타마군 오쿠타마정)에서 다시 합류했다. 고개 서쪽에서 고개 동쪽의 두 마을로부터 쌀, 소금, 목재 등 물자를 수송받을 때도 이 고개를 이용했다.
1878년(메이지 11년) 오메 가도가 후지무라 시로 현령이 주도한 도로개수에 의해 야나기사와 고개를 개삭한 신루트로 변경됨으로써 대보살고개는 야나기사와 고개에 통행로의 역할을 양보하고 현재에 이르고 있다. 최근에는 통행로보다는 등산 목적의 경승지로서 산장 등이 정비되어 있다. 1969년(쇼와 44년)에는 공산주의자동맹 적군파가 여기서 “혁명봉기”를 위한 군사훈련을 실시하다 적발되는 대보살고개 사건이 있었다.

## 참고 자료
- 浅井建爾 (2015년 10월 10일). 《日本の道路がわかる辞典》. 日本実業出版社. ISBN 978-4-534-05318-3.
- ロム・インターナショナル (編) (2005년 2월 1일). 《道路地図 びっくり!博学知識》. KAWADE夢文庫. 河出書房新社. ISBN 4-309-49566-4.